# Palaeomolis victori
Palaeomolis victori är en fjärilsart som beskrevs av Dublitzky 1925. Palaeomolis victori ingår i släktet Palaeomolis och familjen björnspinnare. Inga underarter finns listade i Catalogue of Life.